# Museo de Sinchon de las atrocidades de guerra estadounidenses
El Museo de Sinchon de las atrocidades de guerra estadounidenses (en coreano: 신천박물관) se encuentra en Sinchon, Corea del Norte, y se dedica a preservar y mostrar artefactos de la Masacre de Sinchon, un asesinato en masa de civiles norcoreanos comunistas y simpatizantes, que habría sido cometida por soldados estadounidenses durante la guerra de Corea. En julio de 2015, el museo fue reconstruido y mudado a un nuevo local en el condado.

## Historia

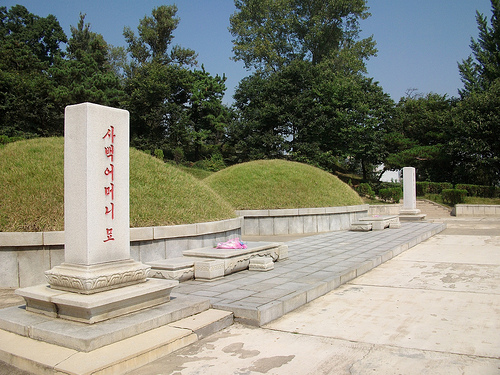
La tumba de las 400 madres y niños que habrían sido asesinados por soldados estadounidenses en los alrededores del museo.

El Museo de Sinchon de las atrocidades de guerra estadounidenses conmemora la muerte de más de 35.000 personas en una serie de acontecimientos ocurridos desde el 17 de octubre al 7 de noviembre de 1950, cuando las principales ciudades de Corea del Norte, tales como Pionyang y Hamhung, estaban ocupadas por el Ejército de Estados Unidos, el Ejército de Corea del Sur y fuerzas de las Naciones Unidas.

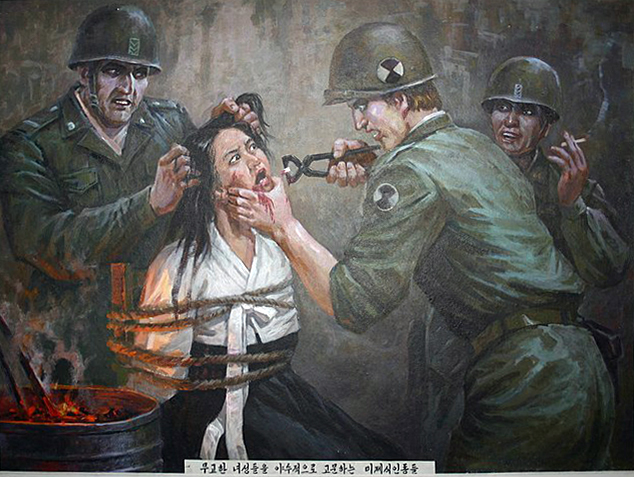
Mural del museo, que muestra las torturas aplicadas por soldados estadounidenses.

El Instituto de Estudios Históricos Coreanos concluyó que tanto grupos paramilitares comunistas como anticomunistas cometieron una serie de masacres en la región, y que el 19º Regimiento de Infantería tomó la ciudad, pero falló en evitar que estas organizaciones perpetren las matanzas de civiles; sin embargo, el regimiento no tomó parte en estas. Además, cuando los comunistas retomaron la ciudad, volvieron a organizar purgas de sus habitantes. Otras fuentes concluyeron que la "masacre" fue causada por una rivalidad local, que usó la guerra como pretexto.

## Descripción
El complejo del museo se compone de varios edificios, un refugio antiaéreo, y una tumba. El museo está ubicado en lo que antiguamente fue la sede del Comité del partido del Condado de Sinchon.
Kim Il-sung visitó el museo en 1953 y en 1958, al igual que su hijo, Kim Jong-il, que lo visitó en 1962 y en 1998.
En 2014, el líder norcoreano Kim Jong-un y su hermana visitaron el museo.

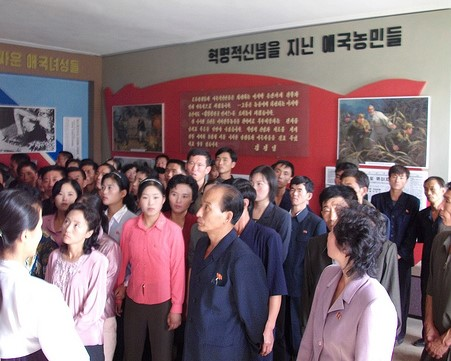
Norcoreanos visitando el museo.